# 1917-es Copa América
Az 1917-es dél-amerikai válogatottak bajnoksága a második dél-amerikai torna volt, melynek Uruguay adott otthont, 1917. szeptember 30. és október 14-e között. A tornát a címvédő, és egyben házigazda Uruguay nyerte meg.

## Lebonyolítás
A négy részt vevő válogatott egy csoportban, körmérkőzéses formában mérkőzött meg egymással. A tabella első helyén álló csapat nyerte meg a tornát.

## Mérkőzések
| 1917. szeptember 30. |

| Uruguay                                      | 4–0   | Chile |
| -------------------------------------------- | ----- | ----- |
| C. Scarone 20' 62' (11-esből) Romano 44' 75' | (2–0) |       |

| Parque Pereira, Montevideo Nézőszám: 22 000 Játékvezető: Germán Guassone (argentin) |

| 1917. október 3. |

| Argentína                                                      | 4–2   | Brazília                       |
| -------------------------------------------------------------- | ----- | ------------------------------ |
| Calomino 15' Ohaco 56' (11-esből) 58' (11-esből) A. Blanco 80' | (1–2) | Neco 8' Lagreca 39' (11-esből) |

| Parque Pereira, Montevideo Nézőszám: 20 000 Játékvezető: Carlos Fanta (chilei) |

| 1917. október 6. |

| Argentína          | 1–0   | Chile |
| ------------------ | ----- | ----- |
| García 76' (öngól) | (0–0) |       |

| Parque Pereira, Montevideo Nézőszám: 15 000 Játékvezető: Álvaro Saralegui (uruguayi) |

| 1917. október 7. |

| Uruguay                                     | 4–0   | Brazília |
| ------------------------------------------- | ----- | -------- |
| H. Scarone 8' Romano 17' 77' C. Scarone 86' | (2–0) |          |

| Parque Pereira, Montevideo Nézőszám: 21 000 Játékvezető: Germán Guassone (argentin) |

| 1917. október 12. |

| Brazília                                         | 5–0   | Chile |
| ------------------------------------------------ | ----- | ----- |
| Caetano 21' Neco 23' Haroldo 26' 59' Amílcar 41' | (4–0) |       |

| Parque Pereira, Montevideo Nézőszám: 10 000 Játékvezető: Ricardo Vallarino (uruguayi) |

| 1917. október 14. |

| Uruguay        | 1–0   | Argentína |
| -------------- | ----- | --------- |
| H. Scarone 62' | (0–0) |           |

| Parque Pereira, Montevideo Nézőszám: 40 000 Játékvezető: Juan Livingstone (chilei) |

## Végeredmény
| Hely. | Csapat      | M | Gy | D | V | G+ | G– | Gk  | P |
| ----- | ----------- | - | -- | - | - | -- | -- | --- | - |
|       | Uruguay (R) | 3 | 3  | 0 | 0 | 9  | 0  | +9  | 6 |
|       | Argentína   | 3 | 2  | 0 | 1 | 5  | 3  | +2  | 4 |
|       | Brazília    | 3 | 1  | 0 | 2 | 7  | 8  | −1  | 2 |
| 4.    | Chile       | 3 | 0  | 0 | 3 | 0  | 10 | −10 | 0 |

| Az 1917-es dél-amerikai válogatottak bajnoksága győztese |
| -------------------------------------------------------- |
| URUGUAY 2. cím                                           |

## Gólszerzők
| 4 gólos - Ángel Romano 3 gólos - Carlos Scarone 2 gólos - Alberto Ohaco - Haroldo - Neco - Héctor Scarone | 1 gólos - Antonio Blanco - Pedro Calomino - Amílcar - Caetano - Silvio Lagreca Öngólos - Luis García ( Argentína ellen) |